# Бигиев, Загир
Загир Ярулла угылы Бигиев (тат. Мөхәммәд-Заһир Бигиев) (1870, Ростов-на-Дону — 1902, Ростов-на-Дону) — татарский писатель, общественный и религиозный деятель, считающийся одним из основоположников татарской реалистической прозы.

## Биография
О его жизни известно не так много; точные даты рождения и смерти неизвестны, равно как и сам год рождения достоверно не установлен. Родился в семье ростовского ахуна Яруллы Бигеева, старший брат М. Бигиева, окончил медресе в Казани в 1891 году, проучившись там пять лет, после чего вернулся в родной город и до конца жизни служил в нём муллой. Семья Бигиевых происходила из села Кикино (ныне Каменский район Пензенской области), и сам Захир Бигиев представлялся: «Я чембарский, из села Кикино». Известен пропагандой и защитой идей ислама. Хорошо знал не только русский язык и литературу, но и многие восточные языки. В последние годы жизни тяжело болел «грудной болезнью», из-за чего подолгу жил в деревне Нижняя Стеблевка, но что это была за болезнь и от неё ли он умер — неизвестно. Причина его смерти доподлинно не установлена, и существуют самые разные версии на этот счёт, в том числе о том, что он был убит собственной женой или черносотенцами или, покончил жизнь самоубийством.
Наиболее известен как автор социально-критического романа «Великие грехи» (1890), в котором показана широкая картина нравов и быта татарского общества в Российской империи конца XIX века. Также известен благодаря крупному очерку «Путешествие по междуречью» (впервые опубликован в 1908 году, уже после смерти автора), в котором были отражены впечатления Бигиева от предпринятого им в 1893 году путешествия по Волге, Каспию и Туркестану. Ныне это произведение признаётся одним из лучших образцов ранней татарской публицистики.

## Сочинения
- "Олюф, или красавица Хадича" ("Өлүф, яки гүзәл кыз Хәдичә"), также может называться "Тысячи, или красавица Хадича", роман-детектив, 1886-1887 гг.
- "Великие грехи", 1890 г.
- "Вероотступник", 1891 г.
- "Путешествие по Междуречью" ("Путешествие в Мавераннахру"), 1893 г.
- "Катыйлә", не издано.